# Orthotrichum kaurinii
Orthotrichum kaurinii är en bladmossart som beskrevs av Grönvall 1887. Orthotrichum kaurinii ingår i släktet hättemossor, och familjen Orthotrichaceae. Inga underarter finns listade i Catalogue of Life.